# Такэмура, Хироси
Хироси Такэмура (яп. 竹村拓 Такэмура Хироси, 24 октября, 1953, префектура Токио) — японский сэйю.

## Позиции в Гран-при журнала Animage
- 1985 год — 14-е место в Гран-при журнала Animage, в номинации на лучшую мужскую роль[1];
- 1986 год — 20-е место в Гран-при журнала Animage, в номинации на лучшую мужскую роль[2];
- 1989 год — 19-е место в Гран-при журнала Animage, в номинации на лучшую мужскую роль[3]

## Роли в аниме
- 1983 год — Крушила Джо - Фильм (Крушила Джо);
- 1983 год — Lady Georgie (Дик);
- 1983 год — Ginga Hyouryuu Vifam TV (Бартс Райан);
- 1984 год — God Mazinger (Хино Ямато);
- 1984 год — Ginga Hyouryuu Vifam: Kachua Kara no Tayori (Бартс Райан);
- 1984 год — Ginga Hyouryuu Vifam: Atsumatta 13-nin (Бартс Райан);
- 1985 год — Ginga Hyouryuu Vifam: Kieta 12-nin (Бартс Райан);
- 1985 год — Привидение Кью-Таро (ТВ-3) (Годзилла (Цуёси Сайго));
- 1985 год — Пожалуйста! Самидон (ТВ) (Сиру);
- 1985 год — Round Vernian Vifam: Keito no Kioku Namida no Dakkai Sakusen (Бартс Райан);
- 1985 год — High School! Kimen-gumi (Мэнъити Никайдо);
- 1986 год — Привидение Кью-Таро (фильм первый) (Годзилла (Цуёси Сайго));
- 1987 год — Kikou Senki Dragonar (Уэлнер);
- 1987 год — Привидение Кью-Таро (фильм второй) (Годзилла (Цуёси Сайго));
- 1987 год — Песня ветра и деревьев (Паскаль);
- 1987 год — Грязная Парочка OVA (Алан);
- 1988 год — Soukou Kihei Votoms: Red Shoulder Document - Yabou no Roots (Карсон);
- 1988 год — Чудотворные рыцари (ТВ) (Тома Хасиба);
- 1989 год — Крушила Джо OVA-1 (Крушила Джо);
- 1989 год — Трансформеры: Виктори (Виктори Лео);
- 1989 год — Чудотворные рыцари OVA-1 (Тома Хасиба);
- 1989 год — Крушила Джо OVA-2 (Крушила Джо);
- 1989 год — Чудотворные рыцари OVA-2 (Тома Хасиба);
- 1990 год — Городской охотник (фильм третий) (Даниэль);
- 1991 год — Shinseiki GPX Cyber Formula (Синсукэ Маки);
- 1991 год — Мобильный воин ГАНДАМ Эф-91 (Грюс Эррас);
- 1991 год — Чудотворные рыцари OVA-3 (Тома Хасиба);
- 1992 год — Space Oz no Bouken (Чоппер);
- 1996 год — Мобильный ГАНДАМ Икс (Ланселоу Дарвелл);
- 1997 год — Король храбрецов Гаогайгар (ТВ-1) (Тору Нодзаки);
- 2002 год — Мобильный воин ГАНДАМ: Поколение (Марк Максимов)